# Blade: Trinity
Blade: Trinity är en amerikansk film från 2004 i regi av David S. Goyer som också skrivit manus.

## Handling
Whistler och Blade börjar bli oroliga. Vampyrerna är ovanligt mycket i farten. Det är något som inte känns rätt. Whistlers okända dotter, som har gått i sin fars fotspår, rycker in när allt ser förlorat ut, med sin egen vampyrutrotningsfirma. Laserbågar som bränner av önskvärd del på vampyrerna, knivar i skorna, och så klart, Blades eget svärd. Den lilla utrotningsgruppen har till och med uppfunnit ett medel som utrotar alla vampyrer inom ett visst avstånd. Men är det tillräckligt för att förinta den största av dem alla, Den Ursprungliga vampyren?

## Rollista (i urval)
- Wesley Snipes – Eric Brooks / Blade
- Kris Kristofferson – Abraham Whistler
- Dominic Purcell – Dracula / Drake
- Jessica Biel – Abigail Whistler
- Ryan Reynolds – Hannibal King
- Parker Posey – Danica Talos
- Mark Berry – Chief Martin Vreede
- John Michael Higgins – Dr. Edgar Vance
- Callum Keith Rennie – Asher Talos
- Paul "Triple H" Levesque – Jarko Grimwood
- Michael Anthony Rawlins – Wilson Hale
- James Remar – Ray Cumberland
- Natasha Lyonne – Sommerfield
- Ginger Page – Zoe
- Patton Oswalt – Hedges
- Ron Selmour – Dex
- Christopher Heyerdahl – Caulder